# نهائي كأس فرنسا 1921
نهائي كأس فرنسا 1921 هي المباراة النهائية من منافسة كأس فرنسا 1920–21 ‏، أقيمت المباراة في 24 أبريل 1921، في Stade Pershing ‏، بين فريقي نادي النجم الأحمر سانت أوين، وOlympique de Paris ‏، وفاز فيها نادي النجم الأحمر سانت أوين، بعد أن هزم Olympique de Paris ‏، بنتيجة 2 - 1، وكان حكم المباراة Marcel Slawick ‏، وحضر المباراة 18000  شخصاً.

## تفاصيل المباراة
لعبت المباراة النهائية في 24 أبريل 1921.
| نادي النجم الأحمر سانت أوين                            | 2 -1 | Olympique de Paris ‏ |
| ------------------------------------------------------ | ---- | ------------------- |
| Robert Clavel (footballer) ‏ 53 ' · Marcel Naudin ‏ 77 ' |      |                     |